# I Got You Babe
„I Got You Babe“ je singl z roku 1965 z alba Look at Us amerického popového dua Sonny & Cher. V srpnu 1965 se udržel tři týdny na prvním místě americké hitparády Billboard Hot 100. V roce 2011 byl časopisy Billboard a Rolling Stone prohlášen za jeden z nejlepších duetů všech dob. V roce 2004 jej časopis Rolling Stone zařadil na 451. místo v žebříčku 500 nejlepších písní všech dob.

## Další nahrávky
V roce 1985 píseň nahrála skupina UB40 na albu Baggariddim. Duet zde s Ali Campbellem zpívala americká zpěvačka a kytaristka Chrissie Hynde. Tento duet je dokumentován i na dvou televizních záznamech:
- 1985 záznam koncertu v Torontu[5]
- 1988 koncert pro Nelsona Mandelu (Nelson Mandela 70th Birthday Tribute) 11. června 1988 na stadionu ve Wembley v Londýně.[6]

## Česká verze
Českou verzi s názvem „Kousek tebe“ s textem Josefa Laufera nazpívali Dana Hobzová a Josef Laufer v roce 1967. Vyšlo na singlu Kousek Tebe / Maria (Supraphon – 013 0132).